# 550 Madison Avenue
El 550 Madison Avenue, antiguamente Edificio AT&T y posteriormente Sony Building, es un rascacielos de 197 m de altura y 37 plantas situado en el 550 de Avenida Madison entre las calles 55 y 56 en el distrito de Manhattan en Nueva York, Estados Unidos.
Esta torre fue diseñado por el arquitecto Philip Johnson y su socio John Burgee, y fue completada en 1984. Fue controvertida inmediatamente debido a su cima ornamental (apodada en ocasiones como "Chippendale", por los característicos frontones abiertos de las estanterías y armarios de este famoso diseñador inglés), pero alabado por su espectacular arco de entrada, que mide unas siete plantas de altura. Con estos ornamentos, el edificio desafió la demanda de funcionalismo rígido y diseño puramente eficiente de la arquitectura moderna. El efecto que el edificio tuvo en el público ha sido descrito en general como una legitimación de la arquitectura postmoderna a nivel mundial.

## Historia

### Edificio AT&T
En octubre de 1978, se concedió permiso a AT&T para añadir 7 611 m², el equivalente a unas cuatro plantas de espacio, en su edificio planeado, a cambio de proporcionar espacio público al aire libre y un museo de comunicaciones de tres plantas. Se la concedieron unos adicionales 4 000 m², unas dos plantas, como bonificación por crear una galería cubierta a lo largo de Madison Avenue de 1 300 m² que incluiría asientos y quioscos.

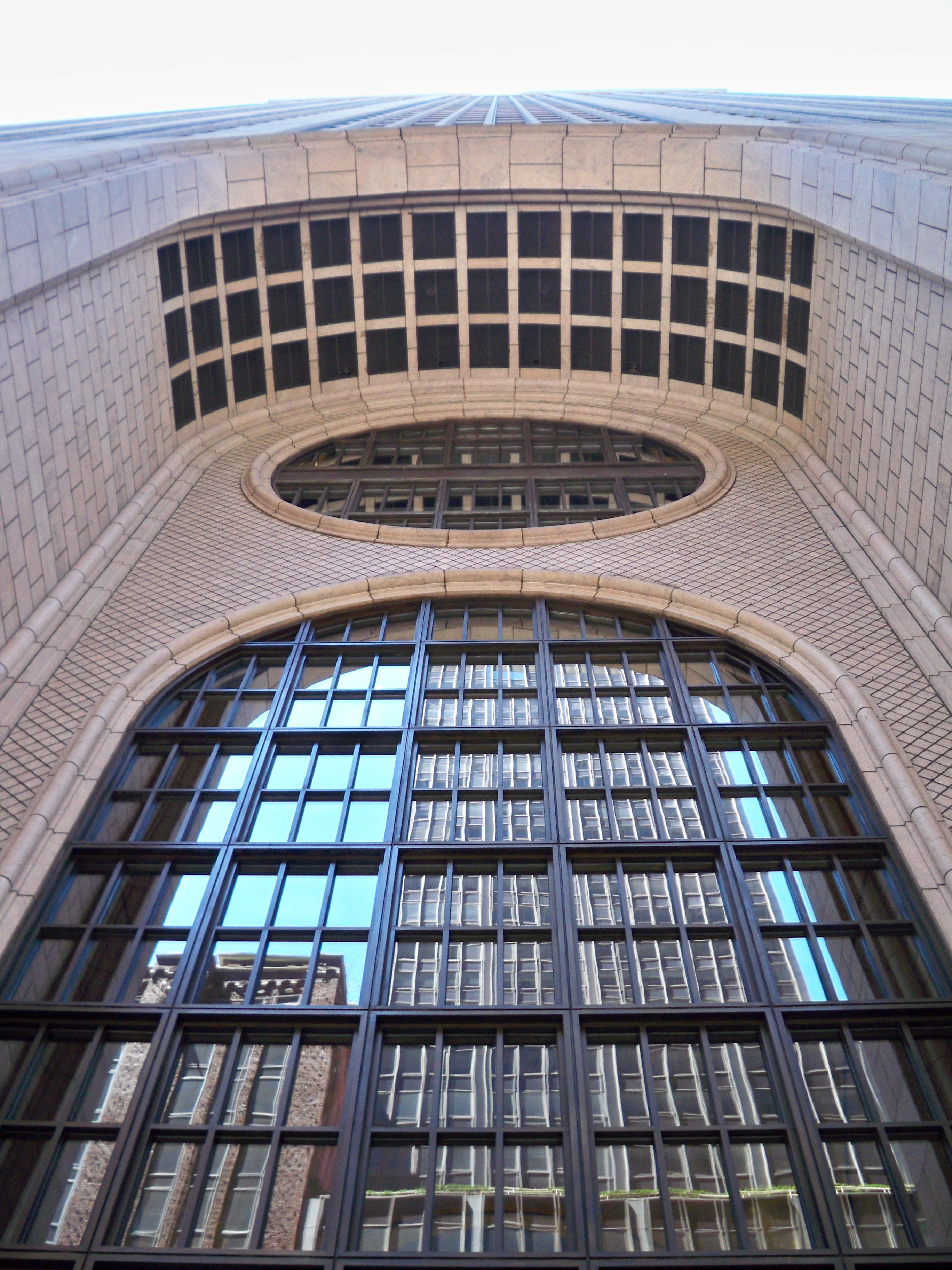
Entrada principal

En 1982, con la desinversión del Bell System que iba a entrar en vigor el 1 de enero de 1984, AT&T decidió buscar un inquilino para alquilar 30 000 m² de espacio en las plantas 7 a la 25, casi la mitad del edificio. Buscaba alquileres de hasta 650 dólares por metro cuadrado. La compañía esperaba trasladar 1 500 empleados, la mayoría de los cuales habían trabajado en la antigua sede de la compañía (195 de Broadway), pero la inminente desinversión significó que solo trasladaría 600 empleados al 550 Madison, mientras que el resto fueron trasladados a otro edificio en Basking Ridge (Nueva Jersey).
Spirit of Communication, una estatua de bronce de 9 000 kg que había estado durante 64 años en la cima de la Antigua sede de AT&T en el 195 de Broadway, fue desmontada y trasladada al vestíbulo del 550 Madison en 1983. La estatua de 7 m de altura, modelada en 1916 por la escultora Evelyn Beatrice Longman, sostiene rayos de electricidad agarrados en una mano apuntando hacia el cielo y tiene bobinas de cable enrolladas alrededor del torso. Después de que AT&T se mudara fuera del edificio, la estatua fue trasladada a un lugar cerca de su sede de operaciones Basking Ridge en 1992.
En 1984, la compañía indicó que no construiría el museo que se había comprometido originalmente a construir a cambio de edificabilidad. Este cambio se debió a la desinversión por orden judicial de las empresas de servicio regionales de Bell y la reducida presencia que se esperaba que iba a tener en el edificio. Ante la firme oposición de la ciudad, AT&T accedió a construir un espacio de exposiciones de tres plantas en un anexo situado detrás del edificio, al lado de la pasarela peatonal.

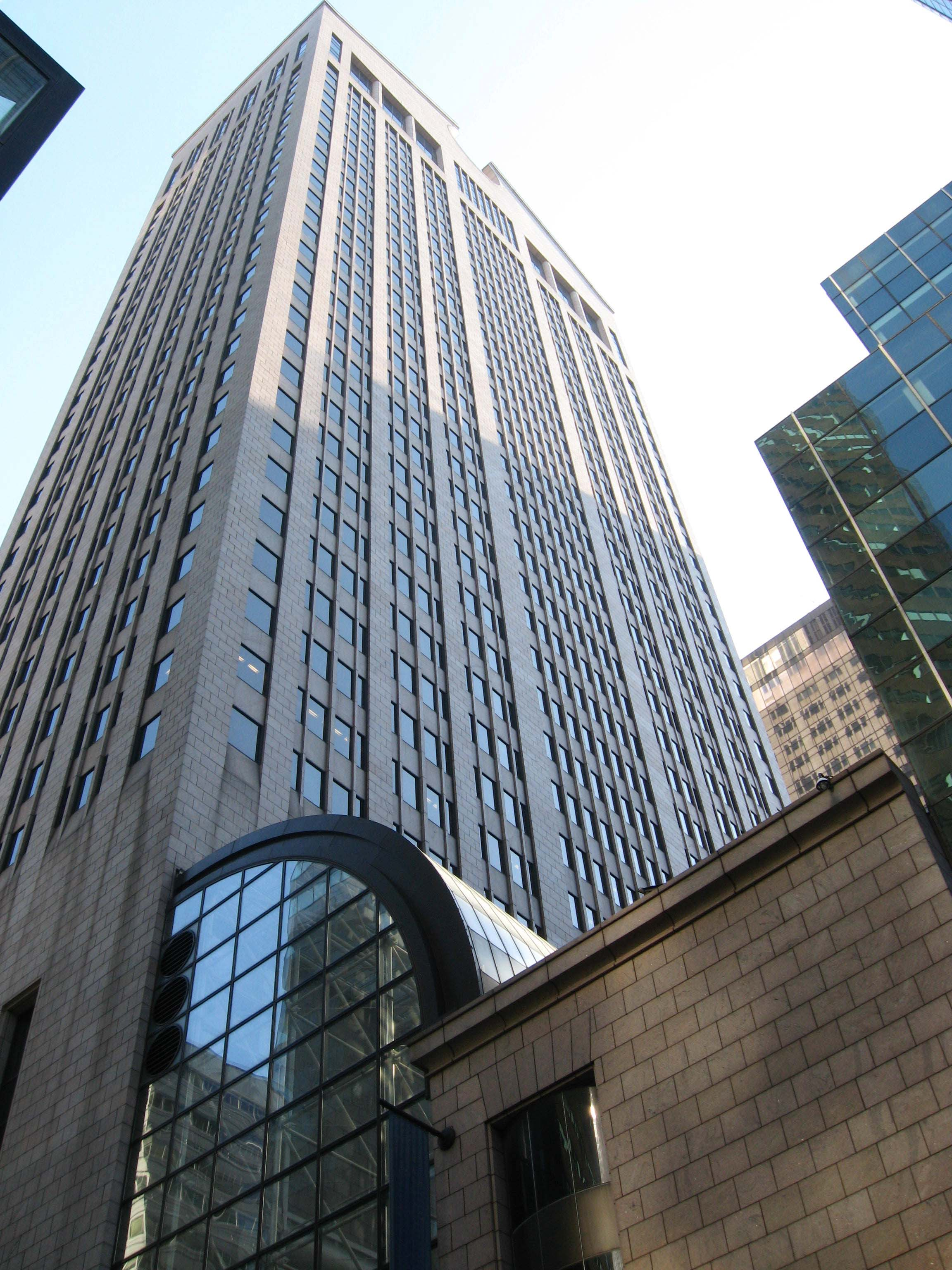
Lado oeste o "trasera"

AT&T se le había concedido una desgravación fiscal de 42 millones de dólares, bajo la condición de que la compañía mantuviera su sede en el 550 de Madison Avenue y no alquilaría el espacio a otros inquilinos. Habiendo disminuido en tamaño sustancialmente, AT&T firmó un alquiler de 20 años del 550 Madison con Sony y trasladó su sede al 32 de Sexta Avenida, entre las Calles Walker y Lispenard. A Sony se le concedió la opción de comprar el edificio. AT&T devolvió 14,5 millones de dólares a la ciudad de Nueva York para compensarla por las deducciones fiscales hechas como parte de una renegociación en 1987.

### Edificio Sony
En 1992, Sony presentó planes que requerían aprobación del Departamento de Planificación de Nueva York, los cuales usarían parte del espacio del atrio, que había servido para obtener la aprobación de plantas adicionales, y convertirlas en espacio comercial. A cambio, la empresa expandiría la pasarela peatonal acristalada añadiendo jardineras y asientos públicos. Sony esperaba que los 811 m² de espacio público pudieran convertirse en tiendas que se alquilaran a tasas que el The New York Times estimó que se podrían aproximar a 2 000 dólares por metro cuadrado. La compañía señaló que dicho espacio estaba infrautilizado como instalación pública porque era "oscura, ventosa y ruidosa" y que su conversión a espacio comercial aportaría "continuidad con los comercios" del resto de Madison Avenue.
En 1996, Sony había fusionado la mayoría de las operaciones de su división Sony Music Entertainment en el 550 de Madison Avenue, de lo que el The New York Times observó que "un espacio tan elaborado y de tan alto perfil es apropiado y necesario." Ese mismo año, Sony adquirió espacio adicional al otro lado de la calle en el 555 de Madison Avenue, un edificio de 41 300 m² construido en la década de 1960 cuyo lobby, ventanas, baños y otros espacios comunes fueron renovados cuando Sony lo alquiló. Sony firmó un alquiler hasta 2013 de 8 000 m² adicionales en las plantas sexta a novena del edificio, encima de un alquiler inicial de 8 000 m² en las plantas segunda a quinta que había firmado en 1995. El alquiler en estas plantas costó una media de 370 dólares por metro cuadrado en aquel año. Sony conectó los dos edificios usando cables de fibra óptica que discurrían por debajo de la Avenida Madison e instaló un equipo de comunicaciones por microondas en la azotea del 555. Sony hizo estas acciones, que incluyeron la terminación anticipada de contratos de alquiler en los alrededores (711 Fifth Avenue y la planta 43 de Solow Building), como parte de un esfuerzo para disminuir los costes de ocupación acercando sus oficinas.
AT&T, con problemas de liquidez, vendió el edificio a Sony en 2002 por 236 millones de dólares (3 390 dólares por metro cuadrado).
El 27 de febrero de 2010, el hielo que se acumuló de la tercera tormenta de nieve de América del Norte cayó de un piso superior rompiendo el techo de cristal del atrio e hiriendo a más de 15 personas dentro que estaban en una celebración de los Purim.

## Sony Wonder Technology Lab
El Sony Wonder Technology Lab es un tour multimedio práctico del mundo de los medios de comunicación, situado en un anexo de cuatro plantas accessible mediante un atrio con techo de cristal que conecta las Calles 55 y 56 en mitad de la manzana. Abierto de martes a sábado, Sony promociona la exposición gratuita como un "museo de la tecnología y el entretenimiento para todas las edades". En 2008 se renovaron las plantas tercera y cuarta del museo. Sony Wonder sustituyó a Infoquest Center, una exhibición permanente de telecomunicaciones construida por AT&T.

## Más información
- Dirk Stichweh: New York Skyscrapers. Prestel Publishing Company, Múnich 2009, ISBN 3-7913-4054-9